# Sterculia megistophylla
Sterculia megistophylla är en malvaväxtart som beskrevs av Ridley. Sterculia megistophylla ingår i släktet Sterculia och familjen malvaväxter. Inga underarter finns listade i Catalogue of Life.